# РОСИП
Русское общество сохранения и изучения птиц им. М. А. Мензбира (РОСИП; Birdsrussia) — добровольное некоммерческое общественное объединение, созданное для сохранения и изучения птиц России. Общество названо в честь известного русского и советского зоолога и зоогеографа, основателя русской орнитологии академика М. А. Мензбира.
Русское общество сохранения и изучения птиц им. М. А. Мензбира имеет юридический статус Межрегиональной общественной организации. Основу РОСИП составляют региональные отделения, в том числе Московское, Московское областное, Калининградское, Якутское, Камчатское, Тверское, Краснодарское, Новгородское.
Общество объединяет профессиональных орнитологов и любителей птиц. Членами РОСИП могут быть лица, достигшие 18-летнего возраста, а также юридические лица — общественные объединения, признающие Устав, готовые способствовать работе РОСИП. Решение о приёме в члены РОСИП принимает Правление или руководящие органы отделений. К июню 2020 года в РОСИП вступило 276 человек.
РОСИП содействует развитию орнитологической науки, координации исследований птиц и их местообитаний в России, экологическому просвещению, наблюдениям за птицами как хобби и привлекает неравнодушных людей к активному участию в сохранении природы. Общество организует экологические экспедиции для любителей природы.
Общество проводит научные конференции, посвященные изучению и сохранению птиц.
Высшим руководящим органом РОСИП является Съезд, созываемый Правлением не реже одного раза в пять лет. Съезд определяет основные направления деятельности организации, избирает Президента и вице-президентов, выбирает членов Правления, утверждает отчеты Правления и Научного Совета.

## История
Русское общество сохранения и изучения птиц им. М. А. Мензбира создано 20 мая 2009 г. на Учредительном съезде в Зоологическом музее МГУ, где был обсужден и утвержден Устав РОСИП, предварительно подготовленный инициативной группой, и избраны руководящие органы: Президентом РОСИП был избран видный советский и российский учёный, палеонтолог, специалист по ископаемым птицам профессор Е. Н. Курочкин, Вице-президентами — профессор В. М. Галушин и профессор В. М. Константинов.
В 2011 году Президентом РОСИП избран доктор биологических наук, профессор Московского государственного педагогического университета, Академик Российской Академии естественных наук, Заслуженный эколог Российской Федерации, вице-президент Всемирной ассоциации по изучению и охране хищных птиц Владимир Михайлович Галушин.
17 ноября 2014 г. РОСИП в Зоологическом музее МГУ им. М. В. Ломоносова состоялся II съезд Русского общества сохранения и изучения птиц России им. М. А. Мензбира. На этом съезде президентом Общества был вновь избран Владимир Михайлович Галушин, вице-президентами: А. Л. Мищенко, Л. В. Соколов, С. П. Харитонов. В состав Правления избраны: С. В. Волков, Ю. Н. Герасимов, О. С. Гринченко, М. В. Калякин, Е. А. Коблик, А. А. Максимов, А. А. Мосалов, О. В. Суханова. Правление в новом составе избрало своим Председателем М. В. Калякина. На II съезде избран новый состав Научного совета РОСИП: Председатель — С. П. Харитонов, члены Научного совета: Н. В. Зеленков, Л. П. Корзун, В. Ю. Ильяшенко, В. Н. Мельников, А. Б. Поповкина, Е. С. Равкин, А. А. Романов, А. Г. Сорокин, П. С. Томкович.
15 ноября 2019 года прошел очередной, III съезд РОСИП. Президентом общества избран Александр Леонидович Мищенко; вице-президентами — Н. С. Чернецов и С. П. Харитонов. В состав Научного совета вошло шесть новых членов: А. Л. Цвей, Я. А. Редькин, В. В. Тарасов, С. Б. Розенфельд, Л. В. Маловичко, А. В. Зиновьев.
29 ноября 2024 состоялся IV съезд организации. Руководящие органы организации переизбраны в прежнем составе. В состав Научного совета добавлены новые члены: М. В. Матанцева, С. А. Симонов, Е. Г. Лаппо.

## Деятельность
За первые шесть лет работы РОСИП выполнил множество успешных проектов, в том числе:
- Изучение современного состояния популяции кулика лопатня — гнездового эндемика России, одного из видов птиц, наиболее быстро сокращающих численность на планете, и близких к грани исчезновения;
- Создание резервной популяции кулика лопатня в неволе в г. Слимбридж (Великобритания) в рамках соглашения с Фондом сохранения околоводных птиц и водно-болотных угодий (Wildfowl & Wetlands Trust — WWT);
- «Путевка в жизнь»[17] по увеличению продуктивности размножения лопатня на Чукотке[18] путём выращивания вылупившихся птенцов[19] в защищенных от хищников вольерах, расположенных в птенцовых местообитаниях, после чего подросших птиц выпускают в природу и наблюдают за их выживанием[20];
- «Долговременный мониторинг вальдшнепа» — долговременный мониторинг состояния гнездовых популяций вальдшнепа в России;
- Мониторинг популяций Бекаса в европейской части России;
- Восстановление торфяников в Центральной России[21];
- «Птицы в агроценозах: изучение, охрана и менеджмент» — проект нацелен на поддержание местообитаний ключевых видов птиц и определение оптимальных сроков сенокосов в 2010—2013 гг. на ключевой орнитологической территории в заказнике «Виноградовская пойма» (Московская область);
- «Птицы гор Северной Евразии — стратегия выживания в XXI веке» — фаунистические и орнитогеографические исследования, поиск новых ранее не известных популяций редких и мало изученных видов птиц в труднодоступных, никогда не посещавшихся ранее орнитологами районах Путорана[22], Корякского и Колымского нагорий и гор Якутии;
- «Атлас гнездящихся птиц Европейской России» — широкомасштабный сбор информации о птицах в европейской части нашей страны для первого в России Атласа с картами распространения конкретных видов, с указанием гнездового статуса и оценками численности птиц, полученными в результате тотального изучения территории, поделённой на квадраты.
- Участие в проекте BirdLife International «Европейский Красный Список птиц» 2005—2015 — оценка долговременных изменений численности и гнездовых ареалов птиц с целью ревизии списка видов птиц, требующих специального внимания к их сохранению (Species of European Conservation Concern — сокращенно SPEC) и привести его в соответствие с критериями «Красного Списка МСОП» (IUCN Red List)[23].

## Финансирование
Средства на работу РОСИП складываются из добровольных пожертвований, грантов на выполнение проектов, поступающих от зарубежных и российских грантодателей.